# Una poltrona per due (programma televisivo)
Una poltrona per due è una sitcom trasmessa dal 2006 al 2008 sui canali di cinema di Sky con protagonisti due dei volti principali della rete, Nicola Savino e Alessia Ventura. 
La sketch comedy a camera fissa (sullo stile di Camera Café) vede i due protagonisti interpretare due coinquilini nel mezzo delle più svariate situazioni tipiche della convivenza.